# Thaumetopoea libanotica
Thaumetopoea libanotica är en fjärilsart som beskrevs av Kkff och Talhouk 1975. Thaumetopoea libanotica ingår i släktet Thaumetopoea och familjen tandspinnare. Inga underarter finns listade i Catalogue of Life.